# رالف فارينا
رالف فارينا (بالإنجليزية: Ralph Farina)‏ هو لاعب كرة قدم أمريكية أمريكي، ولد في 21 فبراير 1905 في ستيلتون في الولايات المتحدة، وتوفي في سبتمبر 1984.

## وصلات خارجية
- رالف فارينا على موقع مرجع كرة القدم المحترفة.كوم (الإنجليزية)